# 크트포
크트포(암하라어: ክትፎ)는 에티오피아의 날고기 요리이다. 익히지 않은 쇠고기를 잘게 다지고, 코러리마가루, 미뜨미따, 느뜨르 끄베, 소금으로 양념해 낸다.

## 같이 보기
- 고러드 고러드
- 스테이크 타르타르
- 육회
- 킵베 나이예